# Nadace Heinricha Bölla
Nadace Heinricha Bölla (Heinrich-Böll-Stiftung e. V.) je německá nadace propojená s politickou stranou německých zelených Bündnis 90/Die Grünen. Její ústředí je v Berlíně. Je pojmenována po německém spisovateli Heinrichu Böllovi.
V dnešní podobě byla založena v roce 1997 propojením tří menších nadací Buntstift se sídlem Göttingenu, Frauen-Anstiftung z Hamburku a Heinrich-Böll-Stiftung z Kolína nad Rýnem. Nadace podporuje politické vzdělávání jak na území Německa, tak mimo něj se zaměřením na zelenou politiku. Také se zabývá podporou vědy, výzkumu, umění a kultury a mezikulturní spolupráce. V rámci nadace působí také Zelená akademie a Feministický institut.
Nadace působí ve Spojených státech amerických, na arabském Blízkém východě, v Afghánistánu, Bosně a Hercegovině, Brazílii, Kambodži, Chorvatsku, Česku, Salvadoru, Gruzii, Indii, Izraeli, Keni, Libanonu, Mexiku, Nigérii, Pákistánu, Polsku, Rusku, Srbsku, Thajsku, Turecku a má také kanceláře v sídle Evropské unie v Bruselu.
V Česku má nadace svou kancelář a úzce spolupracuje mj. se Stranou zelených.
V roce 2005 nadace pracovala s rozpočtem ve výši 36 milionů eur.
V květnu 2022 Generální prokuratura Ruské federace přidělila fondu status nežádoucího.

## Další německé nadace s vazbou na politické strany
- Nadace Konrada Adenauera (CDU)
- Nadace Friedricha Eberta (SPD)
- Nadace Friedricha Naumanna (FDP)
- Nadace Hannse Seidela (CSU)
- Nadace Rosy Luxemburgové (Die Linke)